# Connarus wurdackii
Connarus wurdackii är en tvåhjärtbladig växtart som beskrevs av Ghillean `Iain' Tolmie Prance. Connarus wurdackii ingår i släktet Connarus och familjen Connaraceae. Inga underarter finns listade i Catalogue of Life.